# Dromotropie
Als Dromotropie (von altgriech. δρόμος dromos: Lauf und τρόπος tropos: Wendung, Richtung) bezeichnet man die Beeinflussung der Erregungsleitung des Herzens. Davon betroffen sind besonders die Zellen des AV-Knotens.

## Positive Dromotropie
Positive Dromotropie bedeutet, dass die Erregungsleitung beschleunigt wird; Grund dafür ist ein sympathisch gesteigerter Strom über den L-Typ-Calciumkanal, der eine erhöhte initiale Steilheit der Aktionspotentiale bewirkt. Über β1- und weniger stark auch über β2-Adrenorezeptoren wird sowohl die Dromotropie als auch die Inotropie (Kontraktionskraft) und Chronotropie (Kontraktionsfrequenz) am Herzen gesteigert und die Lusitropie (Erschlaffungsgeschwindigkeit) erhöht (was ebenfalls zur Zunahme der Herzleistung beiträgt).

## Negative Dromotropie
Negative Dromotropie bedeutet eine Verlangsamung der Erregungsleitung und ist die Folge parasympathischer Aktivität. Acetylcholin bewirkt (genau wie im Sinusknoten) vermittelt über muskarinerge ACh-Rezeptoren (M2) G-Protein-gekoppelt die Öffnung von rezeptorgesteuerten Kaliumkanälen, deren Strom IKach der Depolarisation entgegenwirkt. Starke Vagusstimulation kann auf diese Weise einen AV-Block auslösen.